# Rolf Köster (Geologe)
Rolf Köster (* 31. Mai 1929 in Plön; † 3. Januar 2021 in Kiel) war ein deutscher Geologe und Hochschullehrer.

## Leben und Wirken
Rolf Köster studierte Geologie an der Christian-Albrechts-Universität zu Kiel. Nach seiner Diplomprüfung promovierte er dort 1956. Fünf Jahre später folgte seine Habilitation an der Universität Kiel. Von 1962 bis 1964 hielt sich Köster zu einem Forschungsaufenthalt in Chile auf und wirkte dort als Professor und Direktor am Instituto de Geología y Geografía der Universidad Austral de Chile in Valdivia. Nach seiner Rückkehr nach Deutschland wurde Köster zum ordentlichen Professor für Geologie an der Universität Kiel berufen, wo er bis zum Eintritt in den Ruhestand 1994 lehrte.
Schwerpunkt der Forschungsarbeit Kösters war die Küstengeologie, vor allem in Schleswig-Holstein und Skandinavien. Er war beteiligt an der Gründung des Forschungs- und Technologiezentrums Westküste in Büsum.
Im Jahre 1997 wurde ihn von der Universität Uppsala die Ehrendoktorwürde verliehen.

## Veröffentlichungen (Auswahl)
- Die Morphologie der Strandwall-Landschaften und die erdgeschichtliche Entwicklung der Küsten Ostwagriens. In: Meyniana, Bd. 4 (1955), S. 52–65.
- Zum Aufbau glazialer Kern-Stauchungszonen. In: Neues Jahrbuch für Geologie und Paläontologie, Bd. 108 (1958), S. 307–355 (= Dissertation Universität Kiel).
- Die Küsten der Flensburger Förde. Ein Beispiel für Morphologie und Entwicklung einer Bucht. In: Schriften des Naturwissenschaftlichen Vereins für Schleswig-Holstein, Bd. 29 (1958), H. 1, S. 5–18.
- Die Stauchmoräne von Arkona (Rügen). In: Neues Jahrbuch für Geologie und Paläontologie, Bd. 109 (1959), S. 289–301.
- Zur experimentellen Darstellung glazialer Stauchungszonen. In: Freiberger Forschungshefte, Bd. 80 (1960), S. 58–86.
- Junge eustatische und tektonische Vorgänge im Küstenraum der südwestlichen Ostsee. In: Meyniana, Bd. 11 (1961), S. 23–81 (= Habilitationsschrift Universität Kiel).
- Geologie des Seegrundes vor den Nordfriesischen Inseln Sylt und Amrum. In: Meyniana, Bd. 24 (1974), S. 27–41.
- (mit Hansjörg Streif): Zur Geologie der deutschen Nordseeküste. In: Die Küste, Bd. 32 (1978), S. 30–49.
- (mit Klaus Figge, Hjalmar Thiel u. Peter Wieland): Schlickuntersuchungen im Wattenmeer der Deutschen Bucht. In: Die Küste, Bd. 35 (1980), S. 187–204.
- (mit Reinhard Gast u. Karl-Heinz Runte): Die Wattsedimente in der nördlichen und mittleren Meldorfer Bucht. In: Die Küste, Bd. 40 (1984), S. 165–257.
- (mit A. Müller): Erosion, Sedimentation und Schwebstofftransport im Lister Tidebecken. Ein Überblick. In: Christiane Gätje (Hrsg.): Ökosystem Wattemmeer. Austausch-, Transport- und Stoffumwandlungsprozesse. Springer, Heidelberg 1998, S. 101ff., ISBN 3-540-63018-X.